# Michael Wladika
Michael Hans Wladika (* 1961 in Wien) ist ein österreichischer Historiker und Provenienzforscher.

## Leben
Wladika studierte Rechtswissenschaften und Geschichte an der Universität Wien und schloss mit Mag. jur. und Dr. phil. ab. Seine 1999 abgeschlossene Dissertation befasste sich mit den Ursprüngen des Nationalsozialismus im Österreich der k.u.k. Monarchie, d. h. der deutschnationalen Bewegung und dem Aufstieg des politischen Antisemitismus von den 1880er-Jahren bis zum Ersten Weltkrieg. Eine gekürzte und überarbeitete Fassung davon veröffentlichte Wladika 2005 unter dem Titel Hitlers Vätergeneration.
Seit 1999 arbeitet er als Provenienzforscher für die Museen der Stadt Wien. Er war 2018–19 Mitarbeiter der Historikerkommission der FPÖ, distanzierte sich aber von der veröffentlichten Zusammenfassung eines „Rohberichts“, für den sein Beitrag „aus dem Zusammenhang gerissen und verkürzt wiedergegeben worden“ sei. Wladika betreibt Forschungen und Publikationen zur Geschichte des Nationalsozialismus in Österreich, zum Rückstellungsrecht, zu politischen Parteien, historischer Fotografie und Kunstraub. Ebenso ist er Verfasser von Büchern und forschte im Auftrag der Historikerkommission zur Tätigkeit der Kunst-Sammelstellen und im Auftrag des Wien-Museums.

## Anerkennungen
- 2008: Förderpreis zum Karl-von-Vogelsang-Staatspreis für Geschichte der Gesellschaftswissenschaften[4]

## Publikationen (Auswahl)
- Der österreichische Reformverein. Die Entstehung des völkischen Antisemitismus. In: Wiener Geschichtsblätter. 55. Jg., Heft 1, Wien 2000.[5]
- Mit Margot Werner: Die Tätigkeit der Sammelstellen. Oldenbourg, Wien/München 2004, ISBN 3-486-56803-5 (München) und ISBN 3-7029-0508-1 (Wien).
- Hitlers Vätergeneration. Die Ursprünge des Nationalsozialismus in der k.u.k. Monarchie. Böhlau Verlag, Wien/Köln/Weimar 2005, ISBN 3-205-77337-3.
- Die acht gotischen Bildtafeln des Univ.-Prof. Dr. Victor Blum – eine Fallstudie. In: Gabriele Anderl, Alexandra Caruso (Hrsg.): NS-Kunstraub in Österreich und die Folgen. StudienVerlag, Innsbruck / Wien / Bozen 2005.[5]
- „Ersuche ich daher, ... in keiner Weise Frau Alma Mahler-Werfel entgegenzukommen.“ Alma Mahler-Werfel im Rechtsstreit mit der Republik Österreich. In: Verena Pawlowsky, Harald Wendelin (Hrsg.): Enteignete Kunst. Raub und Rückgabe – Österreich von 1938 bis heute. Wien 2006.[5]
- mit Gerald Brettner-Messler, Johannes Kalwoda, Hannes Rosenkranz (Hrsg.): Von Ferdinand III. bis Jörg Haider. Eckpunkte einer wissenschaftlichen Karriere. Festschrift für Lothar Höbelt zum 50. Geburtstag. Eigenverlag, Wien 2006.[6]
- Mit Oliver Rathkolb, Maria Wirth und Vera Ahamer: Die „Reichsforste“ in Österreich 1938–1945: Arisierung, Restitution, Zwangsarbeit und Entnazifizierung. Studie im Auftrag der Österreichischen Bundesforste AG. Böhlau Verlag, Wien/Köln/Weimar 2010, ISBN 978-3-205-78482-1.
- Mit Doris Sottopietra und Helmut Wohnout: Zur Repräsentanz von Politikern und Mandaten mit NS-Vergangenheit in der Österreichischen Volkspartei 1945-1980 – eine gruppenbiographische Untersuchung. Forschungsprojekt im Auftrag des Karl von Vogelsang-Instituts. Wien 2018.